# Shangfang (sockenhuvudort i Kina, Hebei Sheng, lat 38,53, long 114,46)
Shangfang är en sockenhuvudort i Kina. Den ligger i provinsen Hebei, i den norra delen av landet, omkring 220 kilometer sydväst om huvudstaden Peking. Antalet invånare är 24 398. Befolkningen består av 11 975 kvinnor och 12 423 män. Barn under 15 år utgör 20,0 %, vuxna 15-64 år 70 %, och äldre över 65 år 8,0 %.
Runt Shangfang är det tätbefolkat, med 881 invånare per kvadratkilometer. Närmaste större samhälle är Ciyu, 15,4 km sydväst om Shangfang. Trakten runt Shangfang består till största delen av jordbruksmark.
Genomsnittlig årsnederbörd är 702 millimeter. Den regnigaste månaden är juli, med i genomsnitt 228 mm nederbörd, och den torraste är januari, med 4 mm nederbörd.